# Dream On (singel Depeche Mode)
Dream On – singel zespołu Depeche Mode promujący album Exciter.

## O utworze
Utwór jest utrzymany w klimacie folku (za sprawą gitary akustycznej), popu (za sprawą wokali) oraz electronici (za sprawą automatu perkusyjnego, wokali w tle zwrotek i syntezatorów). Wersję albumową utworu otwiera wers „Can you feel a little love?” śpiewany przez Davida Gahana oraz różnorodne dźwięki syntezatorów, a wersję singlową utworu otwiera gitara akustyczna. Utwór ten otwiera dziesiąty album studyjny grupy Exciter, wersja singlowa utworu znalazła się na albumie The Best Of, Volume 1, a niektóre remiksy singla znalazły się na dwóch albumach remiksowych grupy.

## Wydany w krajach
- Argentyna (CD)
- Australia (CD, CD-R)
- Benelux (CD)
- Chile (CD)
- Francja (12", CD)
- Kanada (CD)
- Meksyk (CD)
- Niemcy (CD)
- Skandynawia (CD, CD-R)
- Unia Europejska (12", CD)
- USA (12", 2x12", CD, CD-R)
- Wielka Brytania (12", CD, CD-R)

## Twórcy
- David Gahan – wokale główne
- Martin Gore – gitara akustyczna, syntezator, chórki
- Andrew Fletcher – syntezator, gitara basowa, zarządzanie, chórki
- Mark Bell – produkcja, syntezator, automat perkusyjny